# Anna Kinberg Batra
Anna Maria Kinberg Batra (ur. 14 kwietnia 1970 w Sztokholmie) – szwedzka polityk, parlamentarzystka, przewodnicząca Umiarkowanej Partii Koalicyjnej w latach 2015–2017.

## Życiorys
Wychowywała się w Djursholmie. Studiowała filologię francuską i niderlandzką na Uniwersytecie w Sztokholmie, kształciła się również w Wyższej Szkole Handlowej w Sztokholmie. Prowadziła własną działalność gospodarczą, zajmowała się także konsultingiem.
Od lat 80. związana z młodzieżówką Umiarkowanej Partii Koalicyjnej, przewodniczyła sztokholmskim strukturom tej organizacji. Uzyskiwała mandat radnej regionu Sztokholm i gminy Nacka.
Po raz pierwszy zasiadała w Riksdagu przez dwa miesiące w 2000 jako zastępca poselski, następnie pełniła mandat od 2001 do 2002. W 2006 została wybrana w wyniku wyborów. Z powodzeniem ubiegała się o reelekcję w 2010 i w 2014, obejmując w tych kadencjach stanowisko przewodniczącej frakcji parlamentarnej swojego ugrupowania. W 2014 po zapowiedzi rezygnacji ze strony Fredrika Reinfeldta zgłosiła swoją kandydaturę na funkcję przewodniczącego Umiarkowanej Partii Koalicyjnej. Objęła tę funkcję 10 maja 2015. W sierpniu 2017 ogłosiła swoją rezygnację z tego stanowiska, zastąpił ją Ulf Kristersson.
Zajęła się działalnością publicystyczną i prowadzeniem wykładów, powróciła też do branży doradczej. Powoływana w skład różnych gremiów (m.in. rady Swedish Space Corporation). W marcu 2023 objęła urząd gubernatora regionu Sztokholm, sprawowała go do września 2024.

## Życie prywatne
Jej mężem został komik David Batra, ma córkę.